# Need for Speed Payback
Need for Speed Payback je závodní videohra vyvinutá studiem Ghost Games a publikovaná Electronic Arts pro Microsoft Windows, PlayStation 4 a Xbox One. Jedná se o 23. titul úspěšné herní série Need for Speed. Hra byla spolu s trailerem představená 2. června 2017 na konferenci E3. Na všech platformách byla vydána 10. listopadu 2017. 

## Hratelnost
Nejedná se o simulátor, avšak spíše o závodní arkádovou hru v otevřeném prostředí. Jak už je u série NFS zvykem, tak hra vypráví určitý příběh. Nově se může hrát za tři charaktery s odlišnými vlastnostmi, které pracují jako tým. Společně plníte různé mise připomínající Rychle a zběsile. Hráči mohou závodit na velkých dálnicích, sprinty, drift závody, ale i off-road závody. Hra obsahuje 24hodinový cyklus dne a noci na rozdíl od předchozího titulu Need for Speed. Ve hře je dostupný offline singleplayer s vlastním příběhem a také online závody v multiplayeru. V prvních dnech byla tvůrci odhalena pětici aut, kterou bylo možné dostat za předobjednávku hry: Nissan 350Z 2008, Chevrolet Camaro SS 1967, Dodge Charger R/T 1969, Ford F-150 Raptor 2016 a Volkswagen Golf GTI Clubsport 2016. Při cestování po mapě je možné narazit na vrak auta, který lze opravit a udělat z něj závodní auto.

## Příběh
Hra se odehrává v oblasti zvané „Fortune Valley“ a točí se okolo tří hlavních postav: Tyler Morgan (závodník), Mac (showman) a Jess (řidička). Všichni tři se dají dohromady proti nebezpečnému karteli „The House“. Ten má pod palcem všechna kasína, policisty i kriminálníky. Vy však také nejste žádní andílci a v rámci města, či spíše celé oblasti Fortune Valley, budete spolupracovat s podsvětím.

## Vývoj
Samotný vývoj hry započal v lednu roku 2016 pod vedením studia Ghost Games, patřící pod společnost Electronic Arts. Dne 1. ledna 2017 potvrdilo Electronic Arts nový titul série Need for Speed. Studio Ghost Games usilovně pracovalo, aby se hra stihla vyrobit do data vydání. Hra běží na enginu Frostbite 3.